# 八箇インターチェンジ

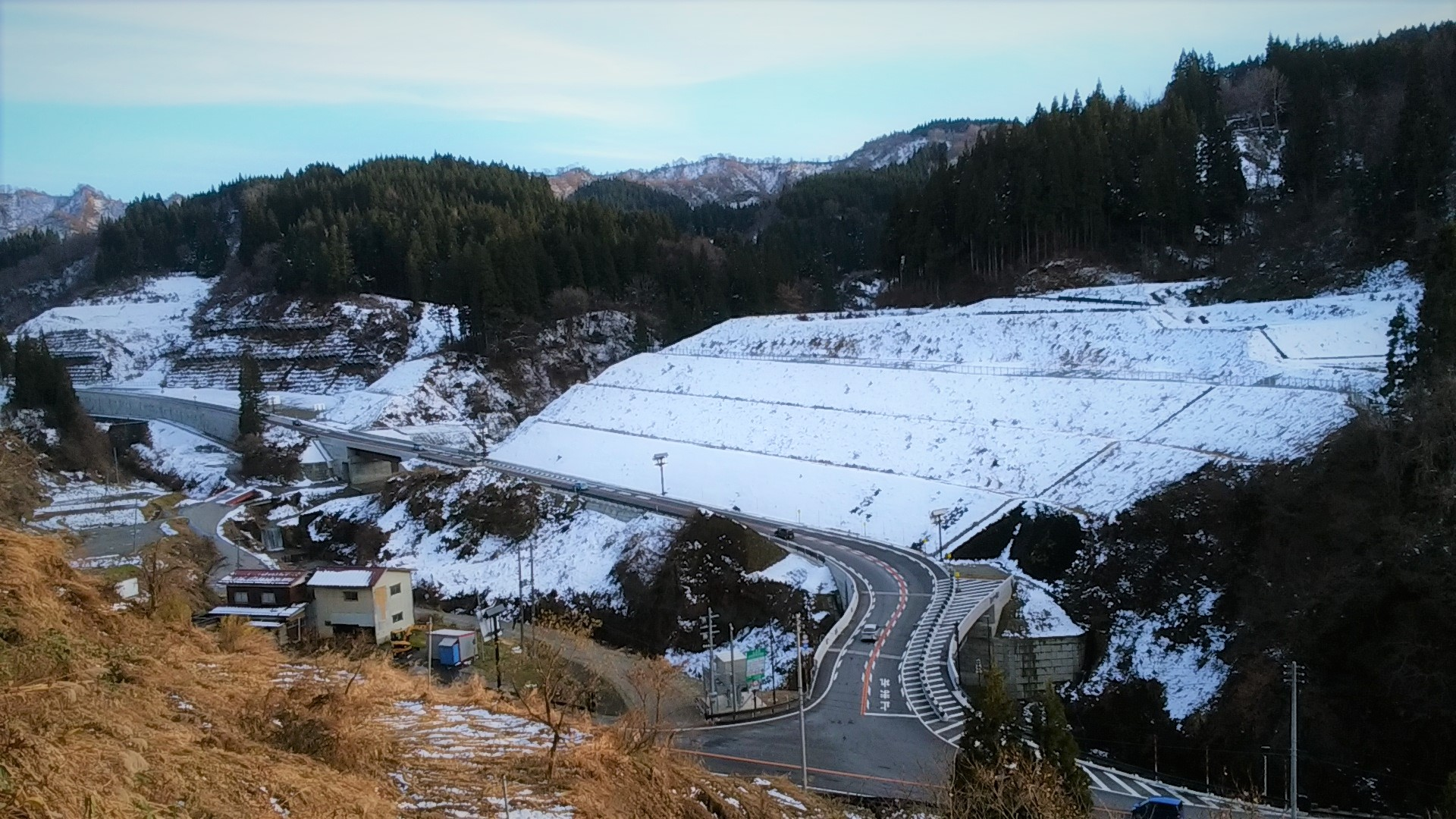
八箇インターの全景。

八箇インターチェンジ（はっかインターチェンジ）は新潟県十日町市にある上越魚沼地域振興快速道路（八箇峠道路）のインターチェンジである。

## 概要
十日町市八箇の本線上において2017年（平成29年）11月25日午前に開通式典が行われ、一般車両は同日午後3時から通行可能となった。

## 周辺
- 美佐島駅
- ミティラー美術館
- 立正佼成会生誕地道場
- 田中飛行場：私設の民間飛行場。川治の台地上に存在する。
- 魚沼スカイライン

## 隣
上越魚沼地域振興快速道路（八箇峠道路）
十日町IC（予定）- 八箇IC - 野田IC

## その他
インターチェンジは現道と谷を挟んだ反対側に設けられており、ランプ橋で連絡している。なお当初予定地点が地滑り地域であったため、南魚沼市寄りにインターチェンジの位置が変更されている。
なお現道との交差点は一時停止標識による交通整理がなされている。
また、トンネル出口からランプ橋まで下り勾配が続き、その上ランプ橋が急角度ですり付けられているため、その旨の警戒表示および路面表記がなされている